# Sigfrido I di Sponheim
Sigfrido I (1010 circa – 7 febbraio 1065) è considerato il capostipite della dinastia ducale 
carinziana di Sponheim (Spanheimer) e di tutti i suoi rami collaterali, compresi i conti di Lebenau e i conti di Ortenburg. Fu conte di Sponheim dal 1044 e fu margravio della marca ungherese nel 1045/46 al 1048 oppure fino alla morte e conte in Val Pusteria e Lavanttal dal 1048 alla morte.

## Discendenza

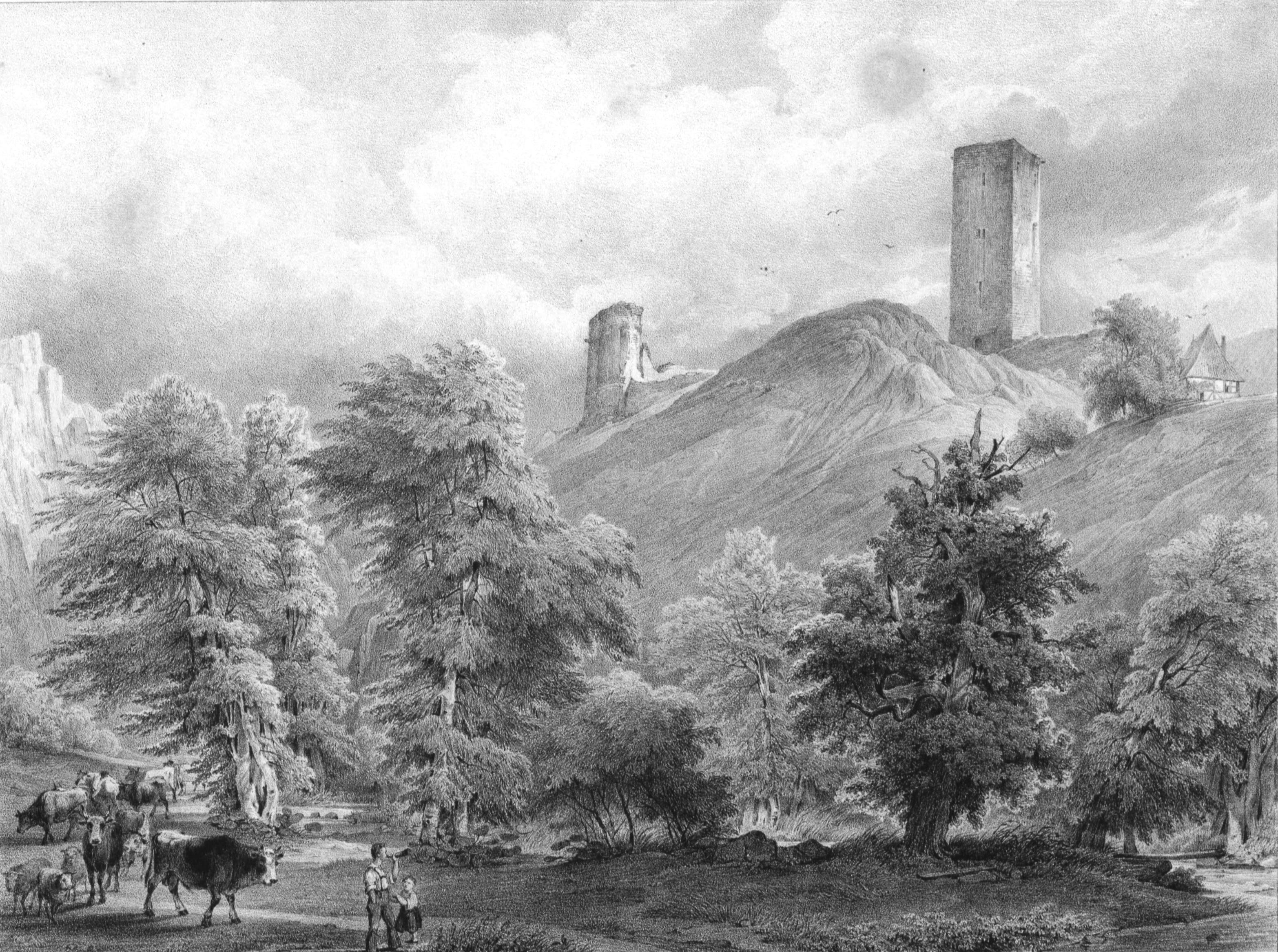
Rovine del castello di Sponheim, incisione del XIX secolo

Sigfrido nacque nel castello di Sponheim nella Franconia renana. Sigfrido aveva una relazione di tipo familiare, ma di grado sconosciuto, con il conte Stefano I di Sponheim († circa 1080), patriarca del ramo renano della dinastia Sponheim, ramo che sopravvisse nei principi di Sayn-Wittgenstein.

## Biografia
Nel 1035 l'imperatore salico Corrado II marciò contro il duca ribelle Adalberone della Carinzia. Assieme all'imperatore c'era il conte Sigfrido, suo compagno fidato, il quale proveniva dalla Franconia renana, territorio sud-orientale del regno tedesco. Adalberone fu deposto e gli succedette come duca il salico Corrado il Giovane nel 1036.
Sigfrido sposò Riccarda, erede del conte Engelberto IV nella Val Pusteria della famiglia carinziana dei Sieghardinger e degli Aribonidi. Con il matrimonio ottenne grandi possedimenti in Tirolo e anche in Carinzia, come ad esempio la valle di Lavant (nell'attuale Austria) e probabilmente anche Laško e alcune altre parti nella marca di Carniola (nell'attuale Slovenia) come i territori intorno a Lubiana.
Nell'anno 1044 Sigfrido è segnalato come conte di Sponheim. Nel 1045 il re Enrico III di Germania concesse a Sigfrido il territorio della marca ungherese alla frontiera orientale della marca orientale come feudo. Tuttavia, tenne questa marca solo per un breve periodo e questa fu infine sciolta e incorporata nei domini del margravio della dinastia Babenberg Ernesto d'Austria dal 1055.
Nel 1048 Sigfrido è segnalato come Gaugraf nella Val Pusteria tirolese e nella Val Lavant in Carinzia; entro quella data dunque dovette essere già succeduto al suocero, il conte Engelberto IV; gli succedette anche nei suoi possedimenti nel ducato di Baviera. Ricoprì poco dopo anche la carica di vogt (avvocato) dei vescovi di Bressanone e Salisburgo. Sigfrido ricevette ulteriori terre nella Bassa Carinzia e nell'Alta Baviera orientale.
Nel 1064 Sigfrido si unì al pellegrinaggio dell'arcivescovo Sigfrido I di Magonza a Gerusalemme. Sulla via del ritorno l'anno successivo, morì, mentre era in transito in Bulgaria. Fu seppellito nel luogo, ma la vedova di Sigfrido riuscì ad ottenere la salma del marito e lo fece seppellire nella chiesa (progettata e costruita dal marito) di Sankt Paul im Lavanttal.
Nel 1909 la Siegfriedstrasse nel quartiere Floridsdorf di Vienna prese il suo nome.

## Famiglia e figli
Dal matrimonio di Sigfrido con la contessa Riccarda della valle di Lavant, erede del conte della stirpe dei Sigeardingi Enghelberto IV dei Sigeardingi, nacquero diversi bambini:
- Engelberto I († 1096), succedette a suo padre come conte di Sponheim e Gaugraf nella Val Pusteria e nella Valle Lavant, nominato margravio d'Istria nel 1090; sposò Edvige, probabilmente una figlia del duca della dinastia Billung Bernardo II di Sassonia, ed assieme ebbero il futuro duca di Carinzia Enrico VI;
- Sigfrido († 1070), che probabilmente sposò una donna non nobile, dal momento che non vi è alcuna relazione diretta dei discendenti con ulteriori conti di Sponheim;
- Arduico († 1102), arcivescovo di Magdeburgo dal 1079;
- Ermanno († 1118), burgravio di Magdeburgo dal 1080; succedette a Corrado di Walbeck. Ebbe una figlia, Riccarda (Richgard), che sposò Rodolfo I della marca del Nord.

### Fonti
- (SL) Josip Gruden, Zgodovina slovenskega naroda, Čeľovce, Družba sv. Mohorja, 1910, OCLC 449901949.
- (SL) Ljudmil Hauptmann, Nastanek in razvoj Kranjske, Lubiana, Slovenska Matica, 1999, ISBN 9789612130671, OCLC 237370204.
- (SL) Marko Vengust, Kostanjevica na Krki in koroški vojvode Spanheimi (PDF), in Kostanjeviške novice, n. 36, giugno 2008,  p. 23. URL consultato il 2 ottobre 2019 (archiviato dall'url originale il 2 ottobre 2019).
- (SL) Milko Kos, Zgodovina Slovencev, Lubiana, Jugoslovanska Knjigarna, 1933, OCLC 251122441.
- (DE) Winfried Dotzauer, Geschichte des Nahe-Hunsrück-Raumes von den Anfängen bis zur Französischen Revolution, Stoccarda, Franz Steiner Verlag, 2001, ISBN 9783515078788.

### Ulteriori letture
- (DE) Eberhard Graf zu Ortenburg-Tambach, Geschichte des reichsständischen, herzoglichen und gräflichen Gesamthauses Ortenburg., vol. 1 Das herzogliche Haus in Kärnten, Vilshofen an der Donau, Rückert, 1931, OCLC 719098196.
- (DE) Friedrich Hausmann, Die Grafen zu Ortenburg und ihre Vorfahren im Mannesstamm, die Spanheimer in Kärnten, Sachsen und Bayern, sowie deren Nebenlinien, erschienen, in Passauer Jahrbuch, n. 36, 1994.
- (DE) Friedrich Hausmann, Siegfried, Markgraf der "Ungarnmark" und die Anfänge der Spanheimer in Kärnten und um Rheinland (PDF), in Jahrbuch für Landeskunde von Niederösterreich, n. 43, 1977,  pp. 115-168.
- (DE) Heinz Pellender, Tambach: vom Langheimer Klosteramt zur Ortenburg'schen Grafschaft: Historie des gräflichen Hauses Ortenburg, des Klosteramtes und Schlosses Tambach, Weitramsdorf, Schloß Tambach, 1990, OCLC 163297632.
- (DE) Walter Fuchs, Schloss Ortenburg, Ortenburger Baudenkmäler und die Geschichte der Reichsgrafschaft Ortenburg, Ortenburg, Gebeßler, 2000, OCLC 165249884.